# Ash reshteh
L'ash reshteh de vegades escrit ash-i reshteh (persa: آش رشته) és una mena d'āsh (sopa espessa) preparada amb reshteh (fideus prims), kashk (un producte lacti fermentat semblant a un iogurt agre), pròpia de l'Iran.
0
Hi ha més de 50 sorts de sopes espesses (āsh) en la gastronomia de l'Iran, essent aquesta una de les més populars.
En la seva preparació s'utilitzen reshteh (fideus prims), kashk (una espècie de iogurt agre), herbes com julivert, espinac, anet, cebollí gal·lès i, de vegades, coriandre, cigrons, guixons, llentilles, cebes, farina, menta seca, all, oli, sal i pebre negre. Aquesta és una sopa vegetariana que fàcilment es pot transformar en vegana si s'omet el kashk, alternativament s'hi pot afegir carn.
L'ash reshteh tradicional se serveix en esdeveniments iranians especials, com el Nowruz, el Sizdah be-dar o durant la temporada hivernal. Es diu que els fideus simbolitzen la bona sort per a l'any que comença.